# François Picard (assomptionniste)
Pour les articles homonymes, voir Picard (homonymie) et François Picard.
François Picard né le 1er octobre 1831 à Saint-Gervasy (France) et décédé le 16 avril 1903 à Rome, était un prêtre assomptionniste français. Il fut le deuxième supérieur général de la congrégation des Augustins de l'Assomption.

## Biographie
Il commence ses études dans une pension de Nîmes et les continue à partir d'octobre 1844 au collège de l'Assomption dirigé par le Père d'Alzon. Bachelier en 1850, il entre au noviciat, tout en exerçant les fonctions de surveillant.
Profès annuel à Noël 1851, il prononce ses vœux perpétuels entre les mains du P. d'Alzon à la Noël 1852. Il est envoyé à Rome pour faire ses études de théologie (1855-1857). Il y est ordonné prêtre le 25 mai 1856. Il participe à l'organisation de la nouvelle congrégation des Assomptionnistes fondée en 1857 par Emmanuel d'Alzon.
Il connaît la vie itinérante de la première Assomption en voie d'organisation : maître des novices à Auteuil (Paris) et aumônier des religieuses de l'Assomption, directeur et supérieur du petit groupe d'Assomptionnistes à Rethel (Ardennes) en 1858. Il est premier assistant général après le Père Henri Brun, de 1861 à 1880.
En mai 1862, avec quelques religieux, il s'installe dans la nouvelle communauté de la rue François Ier à Paris. Sous son impulsion, la petite chapelle devient un centre actif de rayonnement spirituel : retraites, prédications, associations de prières, surtout à partir de 1871. Aumônier volontaire sur les champs de bataille autour de la capitale, il figure sur la liste des proscrits de la Commune.
Vigoureux d’esprit et de tempérament très actif, excellent organisateur et entraîneur, d’une grande facilité dans le contact et les relations, il est aumônier volontaire pendant la guerre franco-prussienne. Il devient une figure publique de l'Assomption à partir de 1871 en conduisant des pèlerinages (la Salette en 1872, Lourdes en 1873), en lançant des mouvements de prières collectives (Notre-Dame de Salut) et en fondant l'Association   du   même nom, le 24 janvier 1872. À la mort du Père d'Alzon, déjà vicaire  général, il est élu supérieur général le 25 novembre 1880 à Nîmes.